# Still Waiting (chanson de Sum 41)
 (août 2025).
- Si vous ne connaissez pas le sujet, laissez ce bandeau (vous pouvez alors contacter les auteurs).
- Si vous supprimez le contenu mis en cause (vous pouvez préalablement contacter les auteurs),

argumentez précisément cette suppression dans la page de discussion
(un manque de référence n'est pas un argument ; une recherche réelle de référence doit avoir été effectuée, être formellement documentée).
Pour les articles homonymes, voir Still Waiting.
Singles de Sum 41
What We're All About
(2002) The Hell Song
(2003)
Clip vidéo
[vidéo] « Still Waiting », sur YouTube
Pistes de Does This Look Infected ?
My Direction A.N.I.C.
Still Waiting est le premier single extrait de l'album Does This Look Infected? du groupe de punk rock canadien Sum 41. La chanson, très rapide, est la seconde (après Fat Lip de Sum 41 où les paroles (lyrics) sont présentés sous forme de vers de rap. La chanson a été bien reçue et est considérée comme une des meilleures du groupe. Elle s'est positionnée à la 16e place au Royaume-Uni, et à la 7e place aux États-Unis.

## Jeu
Still Waiting fait son apparition dans le jeu Obscure en intro.

## Clip Vidéo
La vidéo a été réalisée par Marc Klasfeld et commence par l'arrivée du groupe dans le bureau du directeur du label du groupe. Le groupe s'assoit en face du directeur et lui demande s'il a aimé le nouvel album (Does This Look Infected?). Il dit qu'il ne l'a pas encore entendu, et leur dit alors que le groupe est trop ringard, à commencer par le nom, qui ressemble « à ceux de Blink-182 et Green Day-75 », se moquant de la manie des groupes de punk rock à rajouter un nombre après leur nom, allant jusqu'à en rajouter là où il ne faut pas. Il propose ensuite à Steve de fumer, pour montrer qu'il est « cool ». Le directeur les oblige donc à revoir leur style, les habille de chemises à carreaux, de cravates noires, de Converse noires et de jeans moulants, et les renomme The Sums. Il trouve en effet ce nom innovant, notamment grâce à la particule « The » devant le nom. Le groupe joue alors le morceau derrière une grande enseigne lumineuse indiquant leur nouveau nom, puis, à la fin du morceau, détruisent tout le matériel et le décor à grands cris.

## Liste des titres
1. Still Waiting
2. All Messed Up (Demo)
3. Motivation (Live At The Astoria)
4. Still Waiting (Piste interactive vidéo)

## Certifications
| Pays              | Certification | Unités certifiées |
| ----------------- | ------------- | ----------------- |
| Italie (FIMI)     | Or            | 25 000            |
| Royaume-Uni (BPI) | Argent        | 200 000           |

## Partitions
- Still Waiting